# Brandon Roy

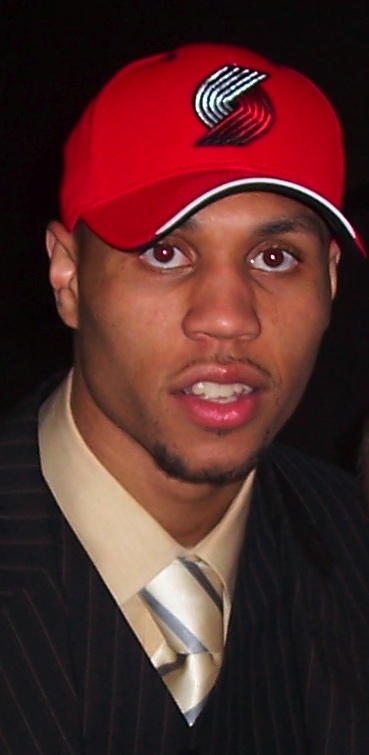
Brandon Roy

Brandon Roy (23 de julho de 1984 em Seattle, Washington) é um basquetebolista aposentado dos Estados Unidos que atuou pelo Portland Trail Blazers na NBA. Calouro da temporada 2006/2007, vindo da Universidade de Washington, tinha índices de se tornar grande nome da NBA, mas problemas sequentes nos joelhos o obrigou a forçar a aposentadoria mais cedo do que imaginava, apenas aos 27 anos. Ele se aposentou com uma média de 19 pontos, 4,7 assistências e 4,3 rebotes.